# Congregació del Santíssim Sagrament
La Congregació del Santíssim Sagrament, dels Sacerdots del Santíssim Sagrament o sagramentins (en llatí Congregatio Presbyterorum a Sanctissimo Sacramento) és un institut religiós masculí de dret pontifici, concretament una congregació clerical. Els seus membres fan servir les sigles S.S.S.

## Història
La congregació va ser fundada a París el 13 de maig de 1856 pel sacerdot francès Pierre-Julien Eymard (1811-1868). Va obtenir l'aprovació amb el decretum laudis del 5 de gener de 1859 i va ser aprovada pel papa Pius IX el 8 de maig de 1863. Les constitucions van ser aprovades provisionalment en 1875 i definitivament el 1895.
Hi ha una branca femenina de la congregació: les Serventes del Santíssim Sagrament, també fundades per Eymard en 1864.

## Activitats i difusió
L'apostolat dels sagramentins té com a objectiu l'exercici del ministerio eucarístic, en particular l'adoració al Santíssim Sagrament i la difusió d'aquesta devoció, a més de l'assistència i cura dels sacerdots ancians.
Juntament amb els laics, els sagramentints volen formar comunitats cristianes que tinguin l'Eucaristia com a centre de la seva vida. A partir d'ella, fan diverses accions d'apostolat i assistència social a la comunitat.
Treballen en capelles i parròquies. Els sacerdots viuen en comunitats que són llocs de pregària i celebració. Guarden la tradició de pregar diàriament durant una hora abans de l'eucaristia.
Al final de 2005, la congregació tenia 134 cases i 909 religiosos, 655 dels quals eren sacerdots.